# Восточнотиморско-иранские отношения
Восточнотиморско-иранские отношения — двусторонние дипломатические отношения между Восточным Тимором и Ираном. Государства являются членами Организации Объединённых Наций.

## Дипломатия
Ни у Ирана нет посольства в Восточном Тиморе, ни у Восточного Тимора нет дипломатического представительства в Иране.
Обе страны являются членами Движения неприсоединения.

## Экономика
Оба государства получают значительную часть своих доходов от своих нефтяных месторождений. На 2018 год Статистическое управление Восточного Тимора сообщает, что импорт из Ирана составил 319 000 долларов, что поставило Иран на 34-е место среди импортеров в Восточном Тиморе. Экспорт из Восточного Тимора в Иран не регистрирован.

## Спорт
Футболист из Восточного Тимора бразильского происхождения Педро Энрике Оливейра играл за иранский футбольный клуб «Сепахан» с 2016 по 2017 год.